# Гмуркачоподобни
Гмуркачоподобните (Gaviiformes) са разред средноголеми животни от клас Птици (Aves).
Той включва едно съвременно (с 5 съвременни вида в един род) и няколко изчезнали семейства. Гмуркачоподобните са водни птици, разпространени в северните части на Америка и Евразия.

## Семейства
Разред Gaviiformes – Гмуркачоподобни
- †Colymboididae
- †Gaviella
- Gaviidae – Гмуркачови
- †Neogaeornis
- †Polarornis